# Bruno Grusnick
Bruno Grusnick (* 1900; † 1992) was een Duits musicoloog en kerkmusicus.

## Levensloop

### Jeugd
Grusnick wordt geboren in Berlijn. Van 1919 tot 1925 studeerde hij Muziek, maar ook Duits, Engels en sport. Hij werd onderwezen door Hermann Kretzschmar, Max Friedlaender, Johannes Wolf, Curt Sachs, Georg Schünemann en Wilibald Gurlitt.

### Verdere leven
In 1928 ging hij naar Lübeck. Hier stichtte hij op 4 mei 1928 de Lübecker Sing- und Spielkreis. Hij leerde er de jonge dominee Axel Werner Kühl van de Jakobikirche (Lübeck) kennen. In 1930 werd hij cantor van die kerk. Hij zou dat tot 1972 blijven. In 1931 leert hij Hugo Distler kennen, die dan door bemiddeling van Günther Ramin organist van de jakobikirche wordt. In samenwerking voert Grusnick koorwerken van Distler uit en maakt hem op die manier bekend in Europa. Andere zwaartepunten zijn koorwerken van Barokcomponisten Heinrich Schütz, Bach en Buxtehude. Vanaf 1931 maakte Grusnick studiereizen naar Uppsala, waar hij in de verzameling van Gustav Düben in de universiteitsbibliotheek de vokale werken van Buxtehude bestudeerde. Hij publiceerde de cantates van Buxtehudes en de kerkmuziek van Christoph Bernhard uit die verzameling. Im 1986 reisde hij voor het laatst naar Uppsala en gaf in 1990 de Buxtehude-cantate Nun danket alle Gott uit. Hij is auteur van in totaal negen publicaties en verschillende partituren.
Im 1952 leidde hij het 29e Duitse Bachfeest van de Duitse Bachvereniging te Lübeck.

## Onderscheidingen
- Im 1966 kreeg hij een eredoctoraat van de universiteit van Uppsala.
- In 1969 kreeg hij samen met de organist en componist Walter Kraft de Buxtehude-prijs van de Hansastad Lübeck.

## Werken
- Eine Buxtehude-Fahrt nach Upsala in: Der Wagen 1932, S. 88-93
- Dietrich Buxtehude: Leben u. Werke, Bärenreiter Kassel 1937
- Hugo Distler, Lübeck 1982
- Hugo Distler und Hermann Grabner, erweiterter Sonderdruck aus Musica (1964), 18. Jg., H. 2
- Wie Hugo Distler Jakobiorganist in Lübeck wurde, Sonderdruck aus Musik und Kirche (1958), 28. Jg., H. 3
- Alec Hyatt King / Bruno Grusnick (Übers.): Mozart im Spiegel der Geschichte : 1756–1956. Eine kritische u. bibliographische Studie, Bärenreiter Kassel 1956
- 29. Deutsches Bachfest der Neuen Bachgesellschaft vom 5.–8. September 1952 in Lübeck – Bach-Fest-Buch, Neue Bachgesellschaft Kassel 1952
- Die Dübensammlung. Ein Versuch ihrer chronologischen Ordnung, in: Svensk tidskrift för musikforskning, xlviii (1966), 70